# 厚异蓝蛤
厚异蓝蛤（学名：Corbula ovalina），中国大陆称作厚異藍蛤，台湾称作褐心抱蛤，是海螂目抱蛤科抱蛤属的一种。

## 分佈
主要分布于新加坡、马来西亚、中国大陆、台湾，常栖息在浅海沙底。